# Coelioxys rhadia
Coelioxys rhadia är en biart som beskrevs av Holmberg 1916. Coelioxys rhadia ingår i släktet kägelbin, och familjen buksamlarbin. Inga underarter finns listade i Catalogue of Life.